# Stanford Center for Design Research

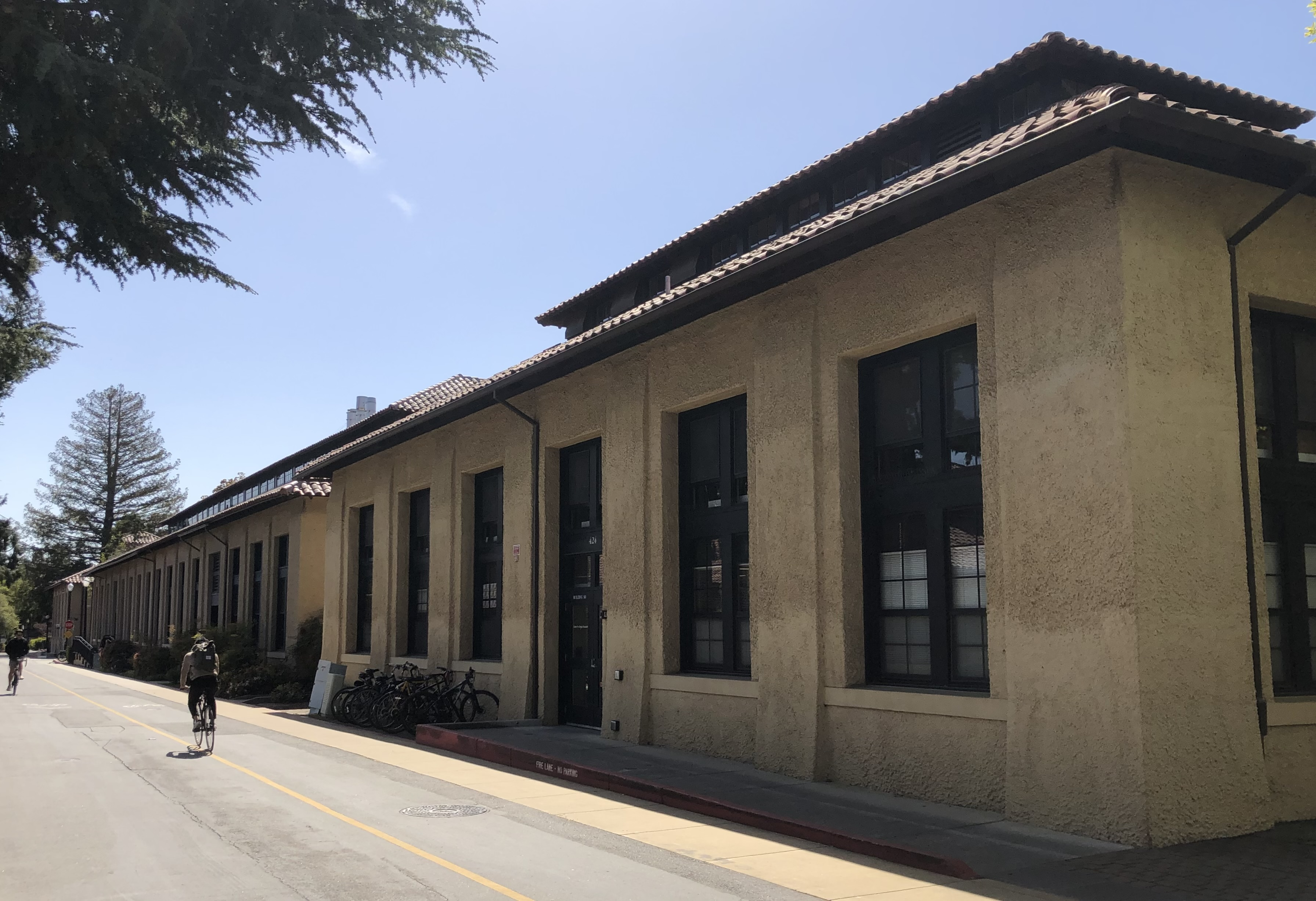
Stanford Center for Design Research, 2023

Das Stanford Center for Design Research (CDR) (deutsch Zentrum für Designforschung) ist ein Forschungszentrum der Stanford University in Kalifornien.
Das Zentrum befindet sich im Gebäude 560 auf dem Campus der Universität auf der Südseite der Panama Mall, an der Adresse 424 Panama Mall.
Das CDR wurde im Jahr 1984 gegründet. Es befasst sich mit dem Verständnis und der Förderung von Design-Innovation und -Ausbildung. Es bestehen mehrere Forschungslabore. Das Assistive Robotics and Manipulation Lab (ARM Lab) befasst sich unter Leitung von Monroe Kennedy mit Robotersystemen, das Designing Education Lab von Emerita Sheri Sheppard mit Themen der Ingenieurausbildung (DEL) und das SHAPE Lab von Sean Follmer mit der Nutzung digitaler Informationen. Weitere Labore sind das Biomimetics & Dexterous Manipulation Laboratory (BDML) von Mark Cutkosky, der auch Direktor des Zentrums ist und das Collaborative Haptics and Robotics in Medicine Lab (CHARM Lab) von Allison Okamura (Stand 2024).